# Jan Peerce
Jan Peerce (Yehoshua Pinkhes Perelmuth (New York City), 3 de juny, 1904 - Idem., 15 de desembre, 1984), va ser un tenor d'òpera estatunidenc. Peerce va ser un intèrpret consumat als escenaris de concerts d'òpera i de Broadway, en recitals en solitari i com a artista discogràfic. És el pare del director de cinema Larry Peerce.

## Vida familiar
Jan Peerce va néixer com a Jacob Pincus Perelmuth (tot i que la seva làpida hebrea indica que el seu nom és יהושע, o Joshua, no Jacob), en una família jueva. Els seus pares, Levi (anglicitzat com a Louis) i Henya Perelmuth, provenien del poble de Horodetz, anteriorment a Polònia, ara Bielorússia. La seva primera filla, una filla, va morir en una epidèmia. El 1903 van emigrar a Amèrica juntament amb el seu segon fill, un nen anomenat Mottel. Un any més tard, el 3 de juny de 1904, el seu tercer fill, Jacob Pincus, va néixer en un pis sense aigua calenta al Lower East Side, Manhattan, Nova York. Els seus amics del barri el van sobrenomenar "Pinky". Quan tenia tres anys, el seu germà gran Mottel va morir en un accident mentre el nen feia autostop en un vagó de gel. Jacob va assistir a l'institut DeWitt Clinton i a la Universitat de Colúmbia. A instàncies de la seva mare, va prendre classes de violí, i va fer actuacions públiques, incloent-hi treball en una banda de ball com a Jack "Pinky" Pearl. De vegades també cantava i aviat es va descobrir que era un tenor líric excepcional.
Peerce es va convertir en cunyat del també tenor estatunidenc Richard Tucker quan Sara Perelmuth, l'única germana de Peerce, es va casar amb Tucker, que aleshores era cantor a temps parcial, el 1936. Jan va romandre al Lower East Side fins al seu matrimoni el 1930 amb Alice Kalmanovitz (1907–1994), una amiga de la infància amb qui va estar casat durant 54 anys, fins a la seva mort. Va morir a casa seva a New Rochelle, Nova York, el 15 de desembre de 1984 a l'edat de 80 anys. Peerce està enterrat al cementiri de Mount Eden a Valhalla, al comtat de Westchester.

## Carrera
Peerce va estudiar cant a la ciutat de Nova York amb Giuseppe Boghetti. El 1932 va ser contractat com a tenor solista amb la companyia del Radio City Music Hall per l'empresari Roxy, que el va rebatejar com a John Pierce. Aviat van arribar a un acord amb l'ortografia Jan Peerce, que el cantant considerava que reflectia millor la seva ètnia. Gràcies a les emissions de ràdio del "Radio City Music Hall of the Air" i als programes d'escena, Peerce aviat va tenir seguidors a tot el país. El llegendari mestre Arturo Toscanini el va sentir cantar Wagner a la ràdio i va poder contactar amb Peerce a través d'un amic comú per veure si volia fer una audició per a ell. Toscanini el va trobar com el tenor que havia buscat per cantar obres operístiques i corals amb l'Orquestra Simfònica de la NBC. Les gravacions realitzades durant o després de les emissions de la NBC es troben entre els llegats musicals més destacats de mitjans del segle XX. Segons sembla, Toscanini estava satisfet amb la professionalitat de Peerce, així com amb el seu talent musical i la seva pronunciació inusualment nativa de l'italià; Molts han dit que Peerce va ser el "tenor preferit" de Toscanini durant els 17 anys del mestre a la NBC. Peerce recordava que Toscanini mai va perdre els estreps amb ell de la manera famosa que ho feia amb altres músics, tot i que Peerce creia que tenia dret a fer-ho, en algunes ocasions. Peerce va cantar públicament per primera vegada amb Toscanini el 6 de febrer de 1938 al Carnegie Hall en una interpretació de la Simfonia núm. 9 de Beethoven, retransmesa per la NBC; els solistes també incloïen la soprano Vina Bovy, la mezzosoprano Kerstin Thorborg i el baix Ezio Pinza.
Peerce es va unir a la llista de tenors principals de la Philadelphia La Scala Opera Company (PLSOC) el 1938. Va debutar professionalment a l'òpera amb la companyia el 10 de desembre d'aquell any com el duc de Màntua a Rigoletto de Verdi amb Robert Weede en el paper principal i Fritz Mahler dirigint. També va cantar Alfredo a La traviata amb Annunciata Garrotto com a Violetta i Weede com a Germont durant la temporada 1938-1939 de la companyia. Peerce va cantar en diverses actuacions més amb la PLSOC fins al 1941, cantant Pinkerton a Madame Butterfly de Puccini amb Elda Ercole com a Cio-Cio-San, i repetint els papers del duc i Alfredo diverses vegades.
El 8 d'octubre de 1939, Peerce va crear el paper de Diego Colom a l'estrena mundial de l'òpera Cristòfor Colom d'Eugene Zador al Center Theatre. El novembre de 1939, va realitzar el seu primer recital en solitari a la ciutat de Nova York. Va debutar amb la Metropolitan Opera el 29 de novembre de 1941, cantant Alfredo a La traviata de Verdi. També va cantar els papers de Cavaradossi a Tosca de Puccini, Rodolfo a La bohème i a Faust de Gounod. Va ser aclamat per la crítica com el "successor totalment americà dels 'grans' de la gairebé extinta 'Edat d'Or' de l'òpera".
El desembre de 1943, Peerce va aparèixer a la pel·lícula de l'OWI Hymn of the Nations amb Toscanini, l'Orquestra Simfònica de la NBC i el Cor de Westminster en una interpretació de la cantata de Verdi, aleshores rarament escoltada. Filmada a l'estudi 8-H de la NBC, la banda sonora de la interpretació dHymn of the Nations ha estat publicada en LP i CD per RCA Victor, i la pel·lícula sencera s'ha publicat en vídeo-casset i DVD.
Durant la dècada del 1950, Peerce va actuar regularment com a solista destacat davant d'un públic de més de 14.000 convidats sota la direcció d'Alfredo Antonini a l'estadi Lewisohn de Nova York. Aquests concerts a l'aire lliure de la Nit Italiana van comptar amb la Filharmònica de Nova York i l'Orquestra de l'Estadi Lewisohn, juntament amb figures lluminoses de l'òpera com Richard Tucker, Robert Merrill i Eileen Farrell.
El 1956, Peerce va causar sensació a Moscou com a ambaixador musical d'"intercanvi cultural", sent el primer estatunidenc a cantar amb la famosa Òpera Bolshoi. Va romandre a la llista del Metropolitan fins al 1966, apareixent de nou el 1966-1967. També va impartir una classe magistral. El 1971 va debutar a Broadway com a Tevye a Fiddler on the Roof.
Va continuar fent aparicions ocasionals fins a la seva jubilació el 1982, mantenint una veu excel·lent. El seu darrer concert va ser el 2 de maig de 1982, com a artista convidat amb la Coral Juvenil Beth Abraham a Dayton, Ohio.

## Enregistraments
Els primers enregistraments de Peerce es van fer entre el 1931 i el 1932, com a vocalista amb bandes de ball de la zona de Nova York, utilitzant els noms de "Jack Pearl" i "Pinky Pearl". Diversos d'aquests van ser amb la Jack Berger Orchestra, amb qui actuava a l'Hotel Astor. Inclouen èxits populars de l'època com ara "Snuggled on Your Shoulder" i "Dancing on the Ceiling", i es van publicar en nombrosos segells més petits, com ara Crown, Perfect, Banner i Melotone.
Peerce va gravar gairebé exclusivament per a RCA Victor com a artista "Red Seal" des de finals dels anys 30 fins a principis dels 60. Entre els seus primers enregistraments per a RCA Victor hi havia com a solista destacat a l'àlbum d'homenatge de Nathaniel Shilkret a Victor Herbert de 1939. Peerce havia estat el tenor solista al concert de Toscanini de la Simfonia núm. 9 de Beethoven, que va ser rebutjat per al seu llançament comercial per Toscanini i RCA Victor; No va ser fins al 1952 que Toscanini va aprovar un enregistrament d'estudi d'aquella simfonia (amb Peerce com a tenor solista) per al seu llançament.

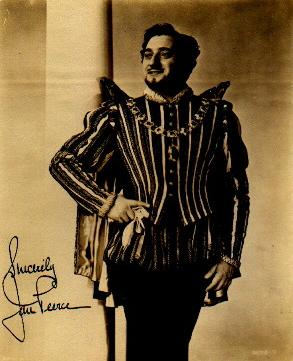
Jan Peerce a Rigoletto

Peerce també va cantar a la representació/retransmissió de Fidelio de Beethoven de Toscanini el 1944 amb Rose Bampton, seguida de les interpretacions completes de La traviata de Verdi, La bohème de Puccini (ambdues amb Licia Albanese) i Un ballo in maschera de Verdi (amb Herva Nelli), totes finalment publicades per RCA Victor en LP i CD. Peerce no va cantar a les retransmissions de Toscanini dOtello, Aïda o Falstaff de Verdi; li van oferir les parts de tenor en les dues últimes, però va rebutjar, creient que la seva veu no era adequada per a aquests papers. També va cantar al concert del Madison Square Garden el 1944, que va incloure l'acte final de Rigoletto amb Leonard Warren, Zinka Milanov i Toscanini dirigint la New York Philharmonic i l'Orquestra Simfònica de la NBC; aquesta interpretació va ser enregistrada i també publicada per RCA Victor en LP i CD. El 1952, va participar en l'únic enregistrament d'estudi de Toscanini de la Novena Simfonia de Beethoven, que el Mestre finalment va aprovar per a la seva publicació per RCA Victor.
Entre les òperes que Peerce va enregistrar comercialment per a RCA Victor hi havia Rigoletto de Verdi el 1950 amb Leonard Warren cantant el paper principal, Erna Berger i Nan Merriman, Carmen de Bizet el 1951 amb Risë Stevens en el paper principal, Licia Albanese i Robert Merrill, i també Lucia di Lammermoor de Donizetti el 1957 amb Roberta Peters, Philip Maero i Giorgio Tozzi i Ariadne auf Naxos, amb Leonie Rysanek, Sena Jurinac, Roberta Peters i Walter Berry, dirigides també per Erich Leinsdorf. RCA Victor també va publicar diversos àlbums de fragments d'òpera amb Peerce, incloent-hi Samson et Dalila amb Risë Stevens i Madame Butterfly amb Licia Albanese. Moltes emissions de representacions de la Metropolitan Opera i altres cases amb Peerce també s'han publicat en LP i CD. Posteriorment, Peerce va enregistrar diverses òperes i oratoris per a Vanguard Records, una bona majoria händeliana.
Per a Westminster Records el 1961, Peerce va tornar a gravar Fidelio al costat de Sena Jurinac i l'oratori Crist al Mont de les Oliveres de Beethoven amb Maria Stader; per a Columbia Records va cantar el paper principal en una gravació del 1963 de seleccions de The Student Prince de Sigmund Romberg, al costat de Roberta Peters, i també amb Giorgio Tozzi. Els darrers àlbums religiosos, pop i de recital de Peerce des de finals dels anys seixanta fins al 1980 van ser publicats per Vanguard.
El disc més venut de Peerce va ser la seva gravació de "Bluebird of Happiness" (música de Sandor Harmati, lletra d'Edward Heyman i Harry Parr-Davies) per a RCA Victor el 1945. Es va convertir en la seva "melodia característica" i la va gravar almenys tres vegades per a RCA Victor. A finals de la dècada de 1970, es mantenia entre les gravacions més venudes de tots els temps de cantants d'òpera i concerts. Segons Peerce i el seu col·laborador a les seves memòries, Bluebird va ser el segon en vendes només per darrere de la gravació d'Enrico Caruso de "Over There" de George M. Cohan el 1918. Les vendes estimades de la gravació de Caruso pel discògraf John R. Bolig indiquen, però, que el disc de 1918 no va ser entre les gravacions operístiques més venudes de la Victor Talking Machine Company. Peerce va titular la seva autobiografia de 1976 The Bluebird of Happiness: The Memoirs of Jan Peerce.

## Gravacions d'òperes completes
- Beethoven, Fidelio, Toscanini/Steber/Bampton/Peerce/Janssen/Belarsky, 1944, NBC Studio 8H, New York, Dec 10 i 17, RCA
- Beethoven, Fidelio, Knappertsbusch/Stader/Jurinac/Peerce/Neidlinger/Ernster, 1961, Westminster
- Bizet, Carmen, Reiner/Albanese-L/Stevens/Peerce/Merrill, 1951, RCA
- Donizetti, Lucia di Lammermoor, Leinsdorf/Peters-R/Peerce/Maero/Tozzi, 1957, RCA
- Gounod, Faust, Monteux/los Ángeles/Miller-Mi/Peerce/Merrill/Siepi, 1955, en viu a Nova York, Melodrama
- Mozart, Don Giovanni, Böhm/Steber/della Casa/Peters-R/Peerce/Corena/Siepi, 1957, en viu a Nova York, Andromeda
- Puccini, La Bohème, Toscanini/Albanese-L/McKnight/Peerce/Valentino, 1946, NBC Studio 8H, New York, Feb 3 and 10, RCA
- Puccini, Madama Butterfly, Ormandy/Steber/Carré/Peerce/Bonelli, 1948, en viu a Los Angeles, VAI
- Romberg, The Student Prince, Allers/Peters-R/Peerce, 1963, Columbia Masterworks
- Strauss, Ariadne auf Naxos, Leinsdorf/Rysanek/Peters-R/Jurinac/Peerce, 1958, Decca
- Verdi, Un ballo in maschera, Walter/Milanov/Greer/Thorborg/Peerce/Warren, 1944, en viu a Nova York, gener 15, Myto
- Verdi, Un ballo in maschera, Toscanini/Nelli/Haskins/Turner/Peerce/Merrill, 1954, Carnegie Hall, gener 17 i 24 i juny 3, RCA
- Verdi, Rigoletto, Cellini/Berger/Peerce/Warren, 1950, RCAn 17 i 24 i juny 3, RCA
- Verdi, Un ballo in maschera, Mitropoulos/Milanov/Peters-R/Anderson-M/Peerce/Merrill, 1955, en viu a Nova York
- Verdi, La traviata, Toscanini/Albanese-L/Peerce/Merrill, 1946, NBC Studio 8H, Nova York, Dec 1 and 8, RCA

## Aparicions al cinema
Peerce va participar en diverses pel·lícules, incloent-hi Something in the Wind, on va interpretar Tony, el carceller. En aquest paper del 1947, Peerce va cantar el Miserere dIl trovatore en un duet amb la seva protegida empresonada, l'estrella de la pel·lícula, Deanna Durbin. Aquesta actuació està disponible en DVD. El 1953 se'l va sentir (però no es va veure) com a veu del tenor Gregory Lawrence a Tonight We Sing, una pel·lícula basada en la vida de Sol Hurok. El 1969, el seu fill Larry Peerce va escollir el seu pare i els seus oncles Max i Sender Peerce per a una escena de Goodbye Columbus, que el jove Peerce va dirigir per a Paramount Pictures.